# Web@cademie
Web@cademie, fondată în 2010, este o universitate tehnică de informatică din Le Kremlin-Bicêtre, Lyon, Nancy, Strasbourg, (Franța). Pregătește dezvoltatori web.